# میرو
شهر میرو (به آلمانی: Mirow) در ایالت مکلنبورگ-فورپومن در کشور آلمان واقع شده‌است.